# Фернандес, Жером
Жеро́м Фернанде́с (фр. Jérôme Fernandez; род. 7 марта 1977, Сенон, Франция) — французский гандболист, двукратный олимпийский чемпион, четырёхкратный чемпион мира, трёхкратный чемпион Европы. Лучший бомбардир в истории сборной Франции (1443 гола).

## Клубная карьера
Свою гандбольную карьеру Фернандес начинал в клубах Бордо и Тулуза Юнион, в 1999 году перебрался в один из сильнейших клубов Франции Монпелье, с которым дважды в 2000 и 2002 годах становился чемпионом Франции, а также трижды выигрывал кубок Франции. В 2002 году Жером перешёл в испанскую Барселону, в которой отыграл 6 сезонов. За это время Фернандес успел стать одним из лидеров команды и завоевал вместе с ней множество трофеев, самым ценным из которых стала победа в Лиге чемпионов в сезоне 2004/05. В 2008 году Фернандес, потерявший место в основном составе каталонцев, перешёл в стан действующего победителя Лиги чемпионов Сьюдад Реал и в первом же сезоне стал победителем гандбольной Лиги чемпионов. Сезон 2010/2011 Жером начал в составе другого действующего победителя Лиги чемпионов в немецком Киле, куда его пригласили в качестве замены травмированного Даниэля Нарсисса. В 2011 году Фернандес принял решение вернуться во Францию в клуб Тулуза Феникс, чтобы лучше подготовиться к Олимпийским играм.

## Карьера в сборной

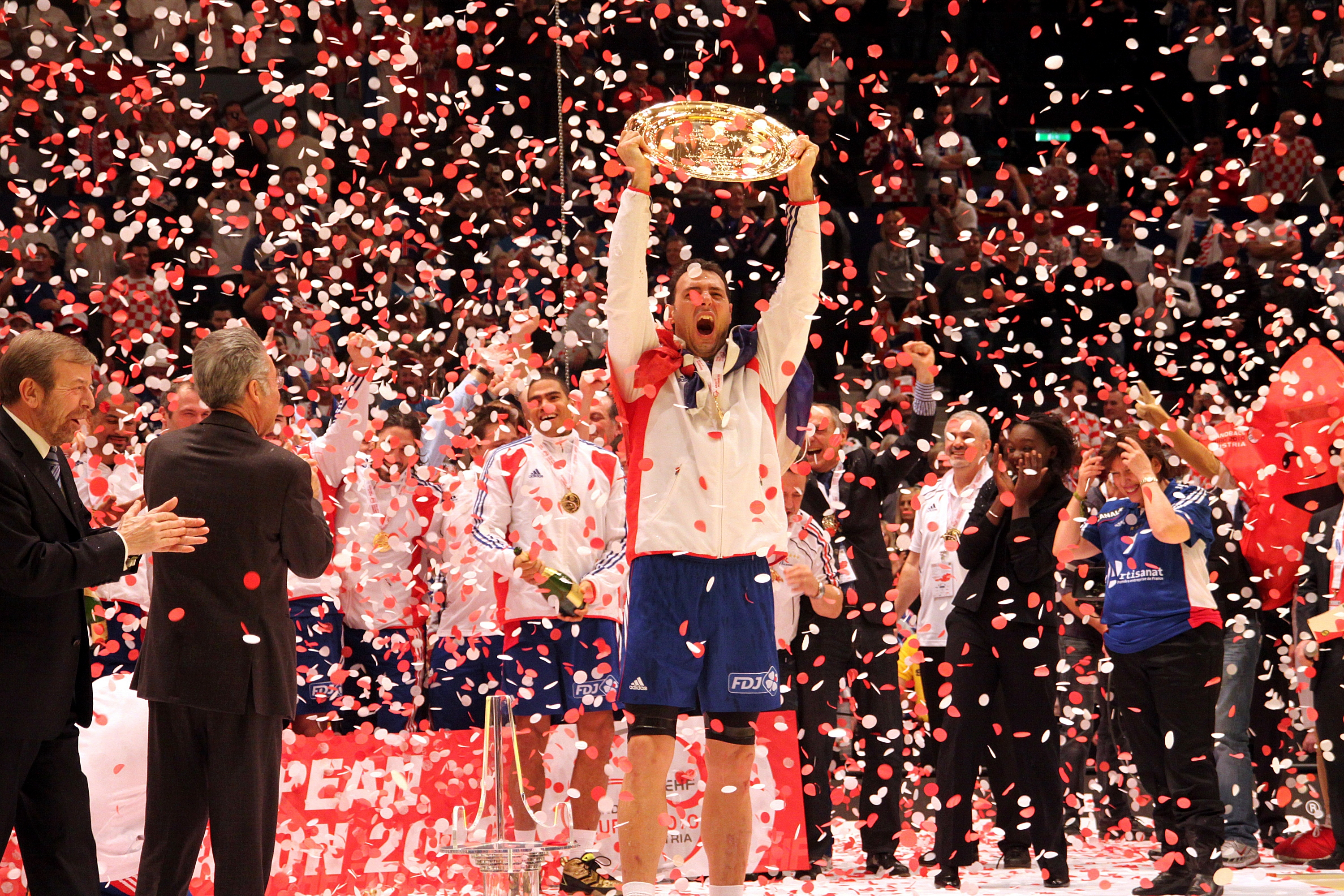
Жером Фернандес на чемпионате Европы 2010 года

В национальной сборной Франции Жером Фернандес дебютировал 30 ноября 1997 года в поединке со сборной Чехии. В 2000 году в составе сборной Франции принял участие в летних Олимпийских играх в Сиднее. Сборная Франции смогла дойти до четвертьфинала, но уступила там сборной Югославии 21:26. Фернандес на том турнире принял участие в шести встречах и набрал 23 очка. В 2001 году на домашнем чемпионате мира сборная Франции с Фернандесом в составе впервые в своей истории завоевала титул чемпионов мира.
В 2004 году Фернандес во второй раз в карьере принял участие в летних Олимпийских играх. Вновь, как и 4 года назад, сборная Франции остановилась на стадии четвертьфинала, уступив сборной России 24:26. Сам
фернандес принял участие во всех матчах турнира и набрал 31 очко.
В 2008 году сборная Франции впервые в своей истории завоевала золото Олимпийских игр. Фернандес в матче группового турнира против Хорватии сломал руку. Руководство сборной Франции вынуждено было вывести Фернандеса из состава сборной, заменив его на Седрика Пати. Несмотря на вывод из состава, МОК вручил Фернандесу золотую медаль Олимпийских игр и разрешил спортсмену подняться на подиум вместе с командой. В 2009 и 2011 годах Фернандес в составе сборной Франции дважды подряд стал чемпионом мира.
В 2012 году Фернандес в составе сборной Франции принял участие в своих четвёртых Олимпийских играх. Французская сборная смогла защитить свой титул, добытый четыре года назад в Пекине, а Фернандес стал одним из лучших бомбардиров турнира, забив 30 голов. В январе 2013 года Фернандес в составе сборной Франции принял участие в чемпионате мира в Испании. Однако повторить успех последних двух чемпионатов французы не смогли. В четвертьфинале турнира сборная Франции уступила более молодой и быстрой сборной Хорватии 22:30 и заняла на турнире 6-е место.
Трижды в своей карьере Фернандес становился чемпионом Европы (2006, 2010 и 2014).
Всего в составе сборной Франции Фернандес провёл 350 матчей, в которых забил 1374 голов, благодаря чему является лучшим бомбардиром в истории сборной Франции.

## Достижения

### Сосборной Франции
- Чемпион летних Олимпийских игр: 2008, 2012.
- Чемпион мира: 2001, 2009, 2011.
- Бронзовый призёр чемпионатов мира: 2003, 2005.
- Чемпион Европы: 2006, 2010.
- Бронзовый призёр чемпионатов Европы: 2008.

### В клубной карьере
- Победитель Лиги чемпионов ЕГФ: 2004/05, 2008/09.
- Победитель Кубка ЕГФ: 2002/03.
- Чемпион Франции: 1999/00, 2001/02
- Чемпион Испании: 2002/03, 2005/06, 2008/09, 2009/10.
- Обладатель кубка Франции: 1997/98, 1999/00, 2000/01, 2001/02.
- Обладатель кубка Испании: 2003/04.
- Обладатель суперкубка Испании: 2004.

## Награды
- Кавалер ордена Почётного легиона (14 ноября 2008 года)[2].
- Офицер ордена «За заслуги» (31 декабря 2012 года)[3].
- Кавалер ордена «За заслуги» (14 марта 2001 года)[4].

## Личная жизнь
- Жена — Стефани, сын — Киллиан (род. 4 июля 2007)